# Eugène Green
Pour les articles homonymes, voir Green.
Eugène Green, né le 28 juin 1947 à New York, est un réalisateur, écrivain et dramaturge français d'origine américaine. Installé en France à la fin des années 1960, il fonde à la fin des années 1970 une compagnie de théâtre baroque, le Théâtre de la Sapience, avec laquelle il essaie de restituer sur scène la diction de l'époque baroque.
À la fin des années 1990, il se lance dans le cinéma avec un premier film, Toutes les nuits, réalisé en 1999 et sorti en 2001, librement inspiré de L'Éducation sentimentale. Il continue au cinéma avec Le Monde vivant (2003) et surtout Le Pont des Arts (2004). Suivent La Religieuse portugaise (2009), La Sapienza (2014), Le Fils de Joseph (2016) et Atarrabi et Mikelats (2020).
Il publie son premier roman, La Reconstruction, en 2008. Suivent La Bataille de Roncevaux (2009), Un conte du Graal (2010), La Communauté universelle (2011), Les Atticistes (2012), L’Enfant de Prague (2017) et Moines et chevaliers (2020).

## Biographie
Eugène Green naît en 1947 à New York.
Très tôt, il décide de quitter les États-Unis, qu'il nomme dans ses écrits la « Barbarie » et dont il ne prononce jamais le nom, et désire émigrer en Europe. Après avoir voyagé à travers l'Europe, à Munich, à Prague et en Italie, il s'établit finalement à Paris en 1969 et y poursuit des études de lettres (licence et maîtrise de 1970 à 1973) puis d'histoire de l'art (licence et DEA de 1975 à 1977),.
Il obtient la nationalité française en 1976.
Il est figurant dans le film de Robert Bresson, Le Diable probablement.
En 1977, il crée sa compagnie, le théâtre de la Sapience. Après des années passées à avoir tenté de restituer un théâtre baroque, il se tourne vers le cinéma à partir de la fin des années 1990 et se désinvestit du théâtre.
En 1997, il obtient l'avance sur recettes pour réaliser son premier film Toutes les nuits. Il tourne le film en 1999 et le film sort sur les écrans en 2001. Il obtient alors le prix Louis-Delluc. Le film attire notamment l'attention de Jean-Luc Godard. Quand Serge Kaganski l'interroge en 2004 sur les films qui l'ont intéressé au cours des dernières années, Godard cite Toutes les nuits.
En 1999, il met en scène Mithridate de Jean Racine à la chapelle de la Sorbonne,.
Chez Desclée de Brouwer, il publie un recueil de contes : La Rue des canettes (2003) et deux essais : La Parole baroque (2001) et Présences : essai sur la nature du cinéma (2003).
En 2002, il tourne le court métrage Le nom du feu. La même année, il représente le Sermon sur la mort de Bossuet à l'église Saint-Étienne-du-Mont. Pour retrouver l'esprit du XVIIe siècle, l'église est éclairée à la bougie et Eugène Green déclame le sermon depuis la chaire.
En 2003, il sort deux livres, le recueil de contes Rue des Canettes et l'essai sur la parole au cinéma Présences. En attendant les financement pour Le Pont des Arts, il obtient des financements pour un court-métrage qui devient finalement un long métrage de 75 minutes, Le Monde vivant. La même année , il obtient l'avance sur recettes pour tourner Le Pont des Arts, un projet ancien qui remonte à 1997,. L'histoire se passe à Paris entre 1979 et 1980. Elle est centrée autour de deux personnages. Sarah (Natacha Régnier), une chanteuse baroque, terrorisée par son chef (Denis Podalydès), est amenée à se suicider. Pascal (Adrien Michaux), étudiant en lettres, est au bord du suicide mais retrouve le goût de vivre en entendant la voix de Sarah sur un disque qui lui a été offert par son ancienne petite amie. Autour de ces deux personnages et de leurs compagnons respectifs, on trouve un ensemble de personnages caricaturaux comme le chef de l'ensemble musical dans lequel chante Sarah, Guigui, le metteur en scène Jean-Astolphe Meréville interprété par Olivier Gourmet ou encore la professeur de surréalisme interprétée par Julia Gros de Gasquet. Le film est à la fois une fable sur la force de l'art qui permet à Pascal et Sarah de se retrouver par delà la mort et une vive satire du monde de la musique baroque. Comme toujours, le cinéma d'Eugène Green clive fortement la critique. Certains, à l'image de Jean Collet dans la revue Étvdes, condamnent la radicalité des partis pris esthétiques, considérant que le choix de prononcer toutes les liaisons donne « un effet désastreux à l'écran ». L'aspect satirique du film dérange aussi certains critiques, comme Jean-Philippe Tessé, qui n'y voit qu'un « règlement de comptes »,.
Il est apparu en tant qu'acteur en 2006 dans Les Amitiés maléfiques d'Emmanuel Bourdieu et dans Fragments sur la grâce de Vincent Dieutre.
Il publie son premier roman La Reconstruction en 2008.

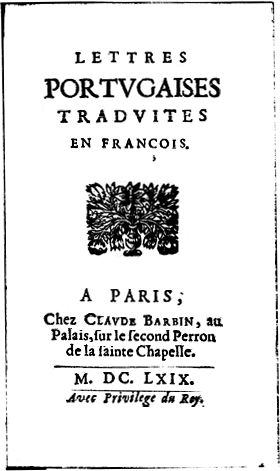
La Religieuse portugaise (2009) raconte le tournage à Lisbonne des Lettres portugaises de Gabriel de Guilleragues.

En 2009, il tourne La Religieuse portugaise à Lisbonne en portugais. Le film raconte l'histoire de Julie de Hauranne (Leonor Baldaque), une actrice française qui se rend à Lisbonne pour le tournage d'une adaptation cinématographique des Lettres portugaises de Gabriel de Guilleragues. Lors de ses pérégrinations à travers la ville, elle tente de donner un sens nouveau à sa vie.
La même année, il publie un deuxième roman, La Bataille de Roncevaux, dans lequel il raconte l'itinéraire spirituel d'un jeune Basque forcé de se confronter à l'apprentissage du français,.
En 2011, il publie La Communauté universelle, qui reçoit le Grand Prix Catholique de Littérature 2012. Le roman raconte l'histoire d'un couple qui, après que la femme a soudainement quitté son mari, effectue chacun de son côté un retour aux sources.
Les Atticistes (2012) est un roman satirique racontant essentiellement l'histoire de deux personnages: Amédée Lucien Astrafolli, digne représentant de l'atticisme français, et Marie-Albane de Courtambat, sémiologue, féministe et adepte de la « méta-littérature » tout au long de la seconde moitié du XXe siècle.
Il publie en 2014 aux éditions Arfuyen, son premier livre de poésie, Le Lac de cendres.

## Analyse de l'œuvre théâtrale
Fondé en 1977, le Théâtre de la Sapience cherche à faire revivre l'art du théâtre baroque en utilisant les moyens spécifiques, déclamatoires et visuels qui le constituaient. La démarche est l'analogue de celle qui a permis de retrouver, en musique, le style de jeu des instruments "anciens" et, en danse, le langage de la danse baroque. L'art de la déclamation repose sur un code artistique très précis concernant le rythme, l'accentuation et la prononciation, tous trois très différents du langage parlé de l'époque. La déclamation est accompagnée d'une gestique selon un code très précis également. La mise en scène est frontale, face à « La Présence » (la place du Roi, voir l'article : Inégalités dans la musique baroque). L'éclairage aux bougies produit des jeux de lumière très spécifiques dont la mise en scène tire profit.
Depuis 1980, Eugène Green a formé comédiens et chanteurs, dans des stages à l'Accademia Claudio Monteverdi (Venise), le Corso d'Estate di Erice (Sicile), le Centre de Musique ancienne de Genève, l'École supérieure d'art dramatique du Conservatoire de Genève et le Corso internazionale di Urbino.
- Pièces de Pierre Corneille : La Suivante (Avignon, 1993 ; Paris, 1996), Le Cid (Avignon, Paris, 1995), La Place Royale (Avignon, Marseille, Paris, 1996).
- Pièce de Jean Racine : Mithridate (25 représentations dans la Chapelle de la Sorbonne, 28 septembre-30 octobre 1999).
- Mise en scène de Jean-Philippe Rameau : Castor et Pollux (Théâtre national de Prague, 1999).

Lors des représentations de Mithridate, le Théâtre de la Sapience révèle qu'il ne reçoit aucune subvention des organismes publics chargés d'aider le théâtre et fait appel, à travers son association, au soutien financier des spectateurs.
Eugène Green est le seul écrivain et metteur en scène français à avoir fait ce travail de fond pour le théâtre baroque, travail qui se poursuit par les nombreux élèves qu'il a formés. Le Bourgeois Gentilhomme (dont une captation a été publiée par les éditions Alpha en 2005), comédie-ballet de Molière et Lully, mis en scène par Benjamin Lazar et en musique par Le Poème Harmonique, sous la direction de Vincent Dumestre, lui est pleinement redevable.

## Analyse de l'œuvre cinématographique

### Influences
Le cinéaste se réclame de Robert Bresson, du « grand cinéma européen de 1955 à 1979 », d'Ozu, Hou Hsiao-hsien, Wong Kar-wai et Hirokazu Kore-eda.

### Esthétique
En 2009, Eugène Green publie un essai intitulé Poétique du cinématographe dans lequel il justifie ses choix esthétiques. En 2010, il est l'invité d'honneur du festival Paris Cinéma. C'est l'occasion pour lui de donner une leçon de cinéma.
Dans ses films, les personnages parlent un français parfait en prononçant toutes les liaisons, ce qui produit un décalage avec le langage commun qui n'en fait que quelques-unes ; mais Green s'amuse aussi avec ce style en introduisant parfois un terme familier, produisant ainsi un nouveau décalage dans un effet humoristique. C'est par exemple le personnage joué par Adrien Michaux, qui, dans Le Monde vivant, enchaîne ses liaisons littéraires en demandant à son interlocutrice : "Qui est-ce, ce mec ?". Green explicite ces liaisons dans son refus d'un effet psychologique verbal ou gestuel de l'acteur que pourrait amener un langage commun. Ceci n'est pas possible avec une diction dont les liaisons imposent une linéarité d'expression poussant à l'intériorité. Ainsi selon lui, peut se libérer de l'acteur une énergie générée par cette introversion, qui n'est pas d'origine mentale, mais qui s'apparente plutôt au registre de l'émotion.
Quand il filme un dialogue entre deux personnages, plutôt que de placer sa caméra tour à tour dans un angle de 70 degrés par rapport à l'un des deux protagonistes, il place souvent sa caméra en face de chacun des protagonistes pour « libérer pleinement l'énergie que la parole dégage en chacun ».
Dans une interview à la revue Séquences, Eugène Green explique : « Quand il y a champ et contrechamp avec amorce, le spectateur voit le personnage qui parle s'adresser à son interlocuteur. Mais quand il n'y a pas d'amorce, je mets la caméra entre les deux personnages, de sorte que le spectateur reçoit la même énergie du regard que vous recevez en parlant avec quelqu'un. Si vous parlez avec quelqu'un en ne voyant qu'un quart de son regard sous un angle oblique, ou en le voyant de dos, ce qui est le cas, pour le spectateur, dans le cadrage et montage traditionnels d'une conversation, il n'y a pas de possibilité de communication profonde, parce qu'une grande partie de l'incarnation de la parole passe par le regard dans sa plénitude. Le cinéaste a la liberté de placer la caméra où il veut : moi, j'en profite. »

## Filmographie
- 2001 : Toutes les nuits
- 2002 : Le Nom du feu (court-métrage)
- 2003 : Le Monde vivant
- 2004 : Le Pont des Arts
- 2006 : Les Signes (court-métrage)
- 2007 : Correspondances (court-métrage) - inclus dans le film collectif Memories
- 2009 : La Religieuse portugaise
- 2014 : La Sapienza
- 2015 : Faire la parole (documentaire)
- 2016 : Le Fils de Joseph
- 2017 : En attendant les barbares[31]
- 2017 : Comment Fernando Pessoa sauva le Portugal (court-métrage)[32]
- 2020 : Atarrabi et Mikelats[33]
- 2021 : Le Mur des morts (court-métrage)
- 2025 : L'Arbre de la connaissance

### Box-office
Le tableau suivant est établi à partir de la base de données Lumière. La base de données inclut l'ensemble des entrées dans l'Union européenne depuis 1996.
| Film                     | Année de production | Entrées en Europe depuis 1996 |
| ------------------------ | ------------------- | ----------------------------- |
| Toutes les nuits         | 2000                | 7 929                         |
| Le Monde vivant          | 2003                | 19 945                        |
| Le Pont des arts         | 2004                | 45 000                        |
| La Religieuse portugaise | 2009                | 12 506                        |

## Publications

### Romans
- La Rue des Canettes : cinq contes, Melville, 2003, 164 p.  (ISBN 2-220-05400-4)
- La Bataille de Roncevaux, Paris, Éditions Gallimard, coll. « Blanche », 2009, 336 p.  (ISBN 978-2-07-012725-2)
- Un conte du Graal, Gallimard, coll. « Blanche », 2010  (ISBN 978-2-07-013046-7)
- La Communauté universelle, Gallimard, coll. « Blanche », 2011  (ISBN 978-2-07-013321-5)
- Les Atticistes, Gallimard, coll. « Blanche », 2012  (ISBN 978-2-07-013046-7)
- Les Voix de la nuit, Robert Laffont, 2017  (ISBN 978-2-221-19607-6)
- L’Enfant de Prague, Phébus, 2017  (ISBN 978-2-7529-1098-1)
- Moines et chevaliers, Editions du Rocher, 2020, 192 p.

### Essais
- La Parole baroque, Desclée de Brouwer, coll. « Texte et voix », 2001, 326 p.  (ISBN 2-220-05022-X)

1 CD d'accompagnement
- Présences : essai sur la nature du cinéma, Desclée de Brouwer, coll. « Texte et voix », 2003, 269 p.  (ISBN 2-220-05317-2)
- Le Présent de la parole, Desclée de Brouwer, coll. « Littérature ouverte hors collection », 2004, 155 p.  (ISBN 2-915341-15-X)
- La Reconstruction, Actes Sud, 2008, 190 p.  (ISBN 978-2-7427-7688-7)
- Poétique du cinématographe : notes, Actes Sud, 2009  (ISBN 978-2-7427-8545-2)
- La Religieuse portugaise, Diabase, coll. « Liens & Résonance », 2010, 176 p.  (ISBN 978-2-911438-70-7)
- L'Inconstance des démons, Paris, éditions Robert Laffont, 2015[35]
- Shakespeare ou la lumière des ombres, Paris, Desclée de Brouwer, 2018

### Poésie
- Le Lac de cendres : poème, Paris, Éditions Arfuyen, coll. « Les Cahiers d'Arfuyen », 2014  (ISBN 978-2-845-90196-4)

### Article
- « Penser le cinéma : notes », in Trafic no 50, mars 2004

## Théâtre
- Julien le pauvre[9]
- La Parole dans le jardin[9]
- 1995 : Le Rêve dans le petit fer à cheval[9].
- La Pastorale du jardin du Luxembourg[9].
- La Vieille Charité[9].

## Discographie
- 1999 : La Conversation, Eugène Green et Vincent Dumestre, poèmes de Théophile de Viau déclamés dans le texte d'origine, musique de Robert de Visée au théorbe, CD aux éditions Alpha.
- 2001 : La Parole baroque, CD d'accompagnement du livre. Déclamations : Jean de La Fontaine, Le chêne et le roseau ; Torquato Tasso, La mort de Clorinda (La Gerusalemme liberata) ; Théophile de Viau, La Mort de Pyrame ; William Shakespeare, The Death of Kings (Richard II), To be or not to be (Hamlet); Jacques-Bénigne Bossuet, Qu'est-ce que notre être (Sermon sur la mort) ; Jean Racine, Je ne croiray point? (Mithridate).
- 2002 : Jacques-Bénigne Bossuet, Sermon sur la mort, Label : Alpha, réf. Alpha 920. Déclamation baroque du texte original.
- 2007 : Charles Perrault, Contes de ma mère l'Oye, Label : Alpha, réf. Alpha 922. Déclamation baroque du texte original de six contes.

## Distinctions

### Décoration
- Officier de l'ordre des Arts et des Lettres - promu au grade d'officier le 9 juillet 2013[36].

### Récompenses
- Prix Louis-Delluc 2001 : prix du premier film pour Toutes les nuits
- Festival international du film de Locarno 2007 : prix spécial du jury pour Memories

### Nominations et sélections
- Festival de Cannes 2003 : en compétition pour le prix AFCAE pour Le Monde vivant
- Festival international du film de Locarno 2007 : en compétition pour le Léopard d'or pour Memories
- Prix Louis-Delluc 2016 : prix du meilleur film pour Le Fils de Joseph